# Beckstraße 8 (Darmstadt)
Das Wohnhaus in der Beckstraße 8 ist ein Bauwerk in Darmstadt.

## Geschichte und Beschreibung
Stilistisch gehört das um das Jahr 1870 erbaute Wohnhaus zum Spätklassizismus.
Typische Merkmale sind:
- ein klarer kubischer Block
- klassizistische Formensprache mit symmetrischer Gliederung und strenger Aufteilung in Achsen
- die zwei Schauseiten des dreigeschossigen Eckgebäudes besitzen ein kühles, strenges Äußeres
- flache Mittelrisalite mit Zwillingsfenstern und kräftig profilierte Fensterverdachungen
- geschmückte Fensterrahmung im mezzaninartig niedrig gehaltenem Obergeschoss
- abschließender Giebel im flach geneigten Dach
- schmiedeeisernes Balkongeländer

## Momentane Nutzung
Seit 1967 gehört das Gebäude der Studentenverbindung VDSt-Darmstadt-Köthen und dient dieser als Bundeshaus.

## Denkmalschutz
Das Wohnhaus ist ein typisches Beispiel für den spätklassizistischen Baustil in der zweiten Hälfte des 19. Jahrhunderts in Darmstadt.
Aus architektonischen und stadtgeschichtlichen Gründen ist das Wohnhaus ein Kulturdenkmal.